# Megacyclops donnaldsoni
Megacyclops donnaldsoni – gatunek widłonoga z rodziny Cyclopidae. Opisał go w 1929 roku szwajcarski hydrobiolog Pierre-Alfred Chappuis, nadając mu nazwę Cyclops donnaldsoni.